# Banisteriopsis calcicola
Banisteriopsis calcicola är en tvåhjärtbladig växtart som beskrevs av B. Gates. Banisteriopsis calcicola ingår i släktet Banisteriopsis och familjen Malpighiaceae. Inga underarter finns listade i Catalogue of Life.